# Denis Rolleston Gwynn
Denis Rolleston Gwynn (1893-1973) est un journaliste irlandais, écrivain et professeur d'histoire irlandaise moderne.

## Biographie
Denis Gwynn est né le 6 mars 1893, troisième fils de Stephen Gwynn, patriote irlandais, écrivain et député du Parti parlementaire irlandais et de Mary («May») Louisa Osborn Gwynn. Ses parents sont cousins germains. Le deuxième prénom Rolleston est dérivé de l'arrière-grand-mère de Denis Gwynn, Catherine Rolleston, qui épouse son arrière-grand-père John Gwynne.
Avec sa mère et ses frères et sœurs, mais pas son père, Denis Gwynn est reçu dans l'Église catholique romaine en 1902. Il fait ses études à la St. Enda's School Rathfarnham, au Clongowes Wood College et à l'University College de Dublin où il obtient un BA (1914), un MA (1915) et un D.Litt. (1932).
Pendant la Première Guerre mondiale, en 1916, Gwynn s'enrôle dans les Royal Munster Fusiliers. Il sert sur le front occidental en France de 1916 à 1917, mais rentre ensuite chez lui et travaille pour le reste de la guerre au ministère britannique de l'Information.
Après la guerre, Gwynn travaille comme journaliste. Il devient rédacteur en chef adjoint du périodique Everyman à Londres, entre à l'Agence nationale de presse, travaille un temps comme reporter en Bretagne et à Paris, puis revient en 1922 à Londres où il exerce pendant de nombreuses années comme journaliste spécialisé dans les questions catholiques irlandaises. Il fait partie de la rédaction de la Westminster Gazette et édite la Dublin Review de 1933 à 1939.
Pendant la Seconde Guerre mondiale, Gwynn se retire dans la campagne du Hampshire et devient agriculteur.
En 1948, Gwynn retourne en Irlande et occupe le poste de professeur-chercheur d'histoire irlandaise moderne à l'University College de Cork. Il reste à ce poste jusqu'à sa retraite en 1962. Le professeur Gwynn est également rédacteur en chef de la Cork University Press (1954-1962) et écrit une chronique régulière intitulée Now and Then dans le Cork Examiner. Il écrit plusieurs ouvrages d'histoire et de biographie et contribue à l'Encyclopedia Britannica.
Denis Gwynn est marié à Alice Trudeau (née aux États-Unis en 1904), fille unique du Dr Edward Livingston Trudeau et de Hazel Martyn, une beauté américaine qui devient plus tard l'épouse de l'artiste irlandais John Lavery ; pendant de nombreuses années, le visage de Hazel Lavery, dessiné par Lavery, figure sur les billets de banque irlandais,.
Denis Gwynn est décédé à son domicile de Malahide Dublin, le 10 janvier 1973 et est enterré au Stamullen Cemetery Comté de Meath.

## Publications
- The Catholic Reaction in France (1924)
- The Irish Free State, 1922-1927 (1928)
- A Hundred Years of Catholic Emancipation (1929)
- Daniel O’Connell, the Irish Liberator (1929)
- The Life and death of Roger Casement (1930)
- Edward Martyn and the Irish revival (1930)
- John Keogh: the pioneer of Catholic Emancipation (1930) (1934)
- Daniel O’Connell and Ellen Courtney (1930)
- The Life of John Redmond (1932)
- De Valera (1933)
- The O'Gorman Mahon (1934)
- The Vatican and the War in Europe (1940)
- William Smith O'Brien (1946)
- Young Ireland and 1848 (1949)
- Cardinal Wiseman (1950)
- The history of Partition (1950)

## Sources biographiques
- A Dictionary of Irish History since 1800, D. J. Hickey & J. E. Doherty, Gill & MacMillan (1980)
- A Biographical Dictionary of Cork, Tim Cadogan & Jeremiah Falvey (2006), p. 117